# Ian Morris
Ian Matthew Morris (Stoke-on-Trent, 27 de janeiro de 1960) é um professor de história e arqueologista britânico da Universidade de Stanford.
Ele cursou a escola em Stone, Staffordshire e graduou-se em História no ano de 1981, recebendo o diploma de Bacharel de Artes em História Antiga e Arqueologia da Universidade de Birmingham. 
Dissertou sobre Arqueologia Clássica em 1985 no St John's College, Cambridge, recebendo o título de Doutor em Filosofia (PhD) com a publicação de sua tese de doutorado intitulada "Burial and society at Athens, 1100-500 BC".

## Publicações
- Burial and Ancient Society, Cambridge, 1987 ISBN 978-0-521-38738-5
- Death-Ritual and Social Structure in Classical Antiquity, Cambridge, 1992 ISBN 978-0-521-37611-2
- Editor, Classical Greece: Ancient Histories and Modern Archaeologies, Cambridge, 1994 ISBN 978-0-521-45678-4
- Co-editor com Barry B. Powell, A New Companion to Homer, E. J. Brill, 1997 ISBN 978-90-04-09989-0
- Co-editor com Kurt Raaflaub, Democracy 2500? Questions and Challenges, Kendall-Hunt, 1997 ISBN 978-0-7872-4466-8
- Archaeology as Cultural History, Blackwell, 2000 ISBN 978-0-631-19602-0
- The Greeks: History, Culture, and Society, with Barry B. Powell; Prentice-Hall, 2005 ISBN 978-0-13-921156-0
- Co-editor, com Joe Manning, The Ancient Economy: Evidence and Models, Stanford, 2005 ISBN 978-0-8047-5755-3
- Co-editor com Walter Scheidel e Richard Saller, The Cambridge Economic History of the Greco-Roman World, Cambridge, 2007 ISBN 978-0-521-78053-7
- Co-editor com Walter Scheidel, The Dynamics of Ancient Empires, Oxford, 2009 ISBN 978-0-19-537158-1
- Why the West Rules—For Now: The Patterns of History, and What They Reveal About the Future, Farrar, Straus and Giroux, 2010; Profile Books, 2010 ISBN 978-0-374-29002-3
- The Measure of Civilisation: How Social Development Decides the Fate of Nations, Princeton University Press, 2013; Profile Books, 2013 ISBN 978-0-691-15568-5
- War! What is it Good For? Conflict and the Progress of Civilization from Primates to Robots, Farrar, Straus and Giroux, 2014; Profile Books, 2014 ISBN 978-0-374-28600-2
- Foragers, Farmers, and Fossil Fuels: How Human Values Evolve, Princeton University Press, 2015 ISBN 9780691160399